# Anthony Turgis
Anthony Turgis (ur. 16 maja 1994 w Bourg-la-Reine) – francuski kolarz szosowy.

## Osiągnięcia
Opracowano na podstawie:

2012
- 2. miejsce w Paryż-Roubaix juniorów
- 1. miejsce na etapie 2a Liège-La Gleize (jazda drużynowa na czas)
- 2. miejsce w mistrzostwach Europy juniorów (start wspólny)

2014
- 1. miejsce w Liège-Bastogne-Liège U23
- 3. miejsce w mistrzostwach Europy U23 (start wspólny)

2015
- 1. miejsce w Boucles de la Mayenne
  - 1. miejsce w klasyfikacji młodzieżowej
  - 1. miejsce na 2. etapie
- 3. miejsce w mistrzostwach świata U23 (start wspólny)

2016
- 1. miejsce w Classic Loire Atlantique
- 3. miejsce w Tour de Yorkshire
- 1. miejsce na 3. etapie Tour de Luxembourg

2017
- 3. miejsce w Paris-Chauny
- 3. miejsce w Tour de l'Eurométropole

2018
- 2. miejsce w mistrzostwach Francji (start wspólny)

2019
- 1. miejsce w Grand Prix Cycliste La Marseillaise
- 2. miejsce w Dwars door Vlaanderen
- 1. miejsce w klasyfikacji młodzieżowej Quatre Jours de Dunkerque
- 1. miejsce w klasyfikacji młodzieżowej Tour de Luxembourg
- 1. miejsce w Paris-Chauny

2021
- 2. miejsce w Kuurne-Bruksela-Kuurne
- 2. miejsce w Mediolan-San Remo

2022
- 2. miejsce w mistrzostwach Francji (start wspólny)
- 3. miejsce w La Polynormande

## Rankingi
| Rok              | 2014 | 2015 | 2016 | 2017 | 2018 | 2019 | 2020 | 2021 | 2022 | 2023 | 2024 |
| ---------------- | ---- | ---- | ---- | ---- | ---- | ---- | ---- | ---- | ---- | ---- | ---- |
| World Ranking    |      |      | 160. | 472. | 406. | 64.  | 85.  | 86.  | 82.  | 201. | 221. |
| UCI Europe Tour  | 186. | 121. | 57.  | 251. | 233. | 52.  | 70.  | 72.  | 70.  | -    | -    |
| UCI America Tour | -    | 77.  | -    | -    | -    |      |      |      |      |      |      |
|                  |      |      |      |      |      |      |      |      |      |      |      |
| Źródło: UCI      |      |      |      |      |      |      |      |      |      |      |      |